# 宽口大山蜗牛
宽口大山蜗牛（学名：Cyclophorus latus），是中腹足目山蜗牛科Cyclophorus的一种。主要分布于台湾，常生长于潮湿的落叶堆或地上。